# Merluccius hubbsi
Merluccius hubbsi (Marini, 1933), comunemente noto come nasello atlantico o  merluzzo atlantico, è un pesce osseo marino appartenente alla famiglia Merlucciidae. Non va confuso con il Merluccius bilinearis, il Merluccius albidus, il Merluccius senegalensis ed il Merluccius polli: tutti conosciuti come nasello/merluzzo atlantico.

## Aspetti morfologici
Parente stretto del nasello (Merluccius merluccius) a cui somiglia molto, ha corpo allungato con testa grande, muso a punta e mandibola prominente. Le pinne pettorali sono brevi e non raggiungono la pinna anale. La colorazione è grigio argento con riflessi dorati sul dorso e biancastra argentea sul ventre. Può raggiungere e i 95 cm di lunghezza ma di media i maschi misurano 50 cm e le femmine 60 cm. Gli esemplari più lunghi di 60 cm sono quasi tutti di sesso femminile.

## Distribuzione e habitat
Vive nell'Oceano Atlantico sud occidentale, lungo le coste del Brasile meridionale, dell'Argentina e delle isole Falkland. Vive sulla piattaforma continentale tra 50 e 500 metri di profondità ma di solito tra 100 e 200 metri.

## Biologia
Effettua migrazioni verso riva durante la stagione calda e verso acque profonde del largo durante l'inverno oltre che migrazioni verticali.

### Alimentazione
Gli adulti si nutrono di pesci (pesci lanterna, acciughe, naselli, nototenidi e melù australi), cefalopodi e crostacei planctonici (eufausiacei e anfipodi) mentre i giovanili si cibano soprattutto di crostacei zooplanctonici come misidacei e anfipodi.

### Riproduzione
La riproduzione avviene nei mesi caldi dell'estate australe in acque costiere meno profonde di 100 metri. I principali territori di riproduzione sono situati al largo dell'estuario del Río de la Plata. La maturità sessuale viene raggiunta a una lunghezza di 35–40 cm.

## Pesca
M. hubbsi ha una grande importanza per la pesca commerciale, che viene effettuata con reti a strascico. Gli stati che catturano le maggiori quantità sono Argentina (oltre il 90% del pescato) e Uruguay. Si tratta della singola specie di nasello che fornisce le maggiori quantità di pescato. Viene frequentemente esportato, allo stato surgelato, in Europa e Stati Uniti.